# Сигюрдюр Сигюрдссон
Сигюрдюр Сигюрдссон (исл. Sigurður Sigurðsson; 22 апреля 1914, Вестманнаэйяр, Сюдюрланд — 12 апреля 1982, Рейкьявик) — исландский легкоатлет, выступавший в прыжках в высоту и тройном прыжке. Участник летних Олимпийских игр 1936 года.

## Биография
Сигюрдюр Сигюрдссон родился 22 апреля 1914 года в исландском городе Вестманнаэйяр.
Выступал в легкоатлетических соревнованиях за ИБВ из Вестманнаэйяра.
В 1936 году вошёл в состав сборной Исландии на летних Олимпийских играх в Берлине. В прыжках в высоту поделил в квалификации 23-31-е места, показав результат 1,80 метра — на 5 сантиметров меньше норматива, дававшего право выступить в финале. В тройном прыжке занял 22-е место с результатом 13,58 метра, уступив 2,42 метра завоевавшему золото с мировым рекордом Наото Тадзиме из Японии.
Умер 12 апреля 1982 года в исландском городе Рейкьявик.

## Личные рекорды
- Прыжки в длину — 1,85 (1938)[2]
- Тройной прыжок — 14,00 (1936)[2]